# Smittina azorensis
Smittina azorensis är en mossdjursart som först beskrevs av Jullien 1903.  Smittina azorensis ingår i släktet Smittina och familjen Smittinidae. Inga underarter finns listade i Catalogue of Life.